# Султана, Зара
Зара Султана (англ. Zarah Sultana; род. 31 октября 1993) — британский политик, член Палаты общин от округа Южный Ковентри, куда была избрана после выборов 2019 года и переизбрана в 2024. Сторонница бывшего лидера лейбористов Джереми Корбина, она принадлежала к левому крылу Лейбористской партии, пока не была исключена из парламентской фракции в июле 2024 года, когда проголосовала за отмену ограничения на размер пособий за двух детей вопреки позиции руководства партии .
3 июля 2025 года Султана вышла из Лейбористской партии, объявив о планах сформировать новую левую политическую партию с бывшим лидером Лейбористской партии Джереми Корбином. 24 июля они объявили о её создании под временным названием Твоя партия.

## Ранние годы и образование
Султана родилась в октябре 1993 года в Уэст-Мидлендсе и выросла в Лозеллсе, рабочем районе Бирмингема. Она мусульманка пакистанского происхождения: её дедушка переехал в Бирмингем из Кашмира в 1960-х годах.
После местной школы Султана училась в Хэндсвортской гимназии короля Эдуарда VI. Затем она изучала международные отношения и экономику в Университете Бирмингема.
Она вступила в Лейбористскую партию в 2011 году, пока сдавала экзамены, после решения коалиционного консервативно-либерального правительства утроить плату за обучение в университете до 9000 фунтов стерлингов. Во время учёбы в университете Султана была избрана в Национальный исполнительный совет Молодых лейбористов и в Национальный союз студентов.

## Парламентская карьера
В партии Султана проявила себя как представительница левосоциалистического крыла. Султана заняла пятое место из семи среди кандидатов от лейбористов по округу Уэст-Мидлендс на выборах 2019 года в Европейский парламент. Однако лейбористы сумели провести по округу только одного депутата Европарламента.
В октябре 2019 года после того, как действующий депутат от лейбористов Джим Каннингем объявил о своём уходе из парламента, она была избрана кандидатом от лейбористов в Южном Ковентри. Её кампанию поддержали леволейбористское молодёжное движение Momentum, а также ряд профсоюзов: Unite, Союз пожарных бригад, Профсоюз работников связи и Профсоюз пекарей, продовольственных и смежных работников. Султана была избрана на всеобщих выборах 2019 года большинством в 401 голос.
В своей первой парламентской речи она осудила неолиберальный экономический курс («40 лет тэтчеризма») и последствия «жесткой экономии», а также заявила о своей поддержке Зеленого нового курса по борьбе с изменением климата. Вскоре после избрания она присоединилась к левой Группе социалистической кампании и на выборах руководства Лейбористской партии 2020 года выдвинула на пост лидера партии Ребекку Лонг-Бейли, а на заместителя — Ричарда Бёргона. В конечном итоге ни одна из этих кандидатур не была избран.
В январе 2020 года Султана была назначена личным секретарем парламента Дэна Кардена, теневого государственного секретаря по международному развитию. Она была снята с этой роли Киром Стармером, ставшим новым лидером лейбористов в апреле 2020 года.
В декабре 2020 года ЮНИСЕФ объявил, что выделит 25000 фунтов стерлингов благотворительной организации School Food Matters, чтобы уязвимые дети и семьи в Саутуорке могли получить тысячи коробок для завтрака на рождественские школьные каникулы. В парламенте Султана заявила, что впервые эта организация потребовалась, чтобы «прокормить детей рабочего класса в Великобритании. Но пока дети голодают, немногие состоятельные люди наслаждаются непристойными богатствами». Она упомянула, что Джейкоб Рис-Могг «предположительно находится в очереди на выплату дивидендов в размере 800 000 фунтов стерлингов в этом году». Рис-Могг раскритиковал действия ЮНИСЕФ и назвал их «политической выходкой самого низкого порядка». Затем Султана отправила Рис-Моггу копию «Рождественской песни» Чарльза Диккенса, подписав её словами: «Джейкоб, похоже, этого не было в списке чтения в Итоне. С Рождеством, Зара».
В январе 2021 года Султана призвала внести заключённых в приоритетную для вакцинации от COVID-19 категорию, охарактеризовав их как «среду с высоким риском передачи заболевания».
Султана говорила о своём уязвимом положении как мусульманки и как цветной женщины, в том числе о получаемых ей угрозах расправы и призывах «вернуться в свою страну» (при том, что и она, и её родители родились в Великобритании). В апреле 2021 года Султана была представлена Мари Ле Конте для журнала Vogue вместе со своими коллегами по Лейбористской партии Шарлоттой Николс, Тайво Оватеми и Сарой Оуэн.
В мае 2021 года Султана вместе с другими общественными деятелями и знаменитостями подписала открытое письмо в журнале Stylist с призывом к правительству решить проблему «эпидемии мужского насилия» путём финансирования кампании по информированию о насилии мужчин в отношении женщин и девочек".
23 июля 2024 года она, вместе с шестью другими депутатами-лейбористами, проголосовала против позиции правительства Стармера, поддержав поправку Шотландской национальной партии об отмене ограничения на размер пособий за двух детей, за что была исключена из фракции лейбористов в парламенте. Хотя изначально считалось, что исключение из партии продлится шесть месяцев, Султана (вместе с Джоном Макдоннеллом) так и не вернулась во фракцию к моменту её выхода из партии летом 2025.
Султана вышла из Лейбористской партии в июле 2025 года и объявила, что присоединится к бывшему лидеру Лейбористской партии Джереми Корбину в формировании новой левой политической партии.